# TOI-700 d
TOI-700 d — це кам'яниста екзопланета, яка за розмірами трохи більша за Землю. Вона знаходиться в так званій зоні, придатній для життя — області навколо зорі, де умови можуть бути сприятливими для існування рідкої води на поверхні. Це важливо, адже вода є ключовим елементом для життя, яке ми знаємо. Планета розташована на відстані приблизно 101 світловий рік від Землі, у сузір'ї Золотої Риби. Вона є найдальшою з чотирьох відомих планет, які обертаються навколо тієї ж зорі. TOI-700 d стала першою землеподібною екзопланетою в зоні, придатній для життя, яку виявив космічний телескоп TESS (Transiting Exoplanet Survey Satellite).
Вона обертається навколо своєї зорі — червоного карлика TOI-700 — на відстані близько 24 мільйонів кілометрів (це приблизно 16 % відстані між Землею та Сонцем). Через таку близькість один рік на цій планеті триває лише 37,4 земного дня. Хоча вона отримує трохи менше світла, ніж Земля від Сонця (близько 88 % від нашого рівня освітлення), цього може бути достатньо, щоб на планеті підтримувалися помірні температури — якщо вона має відповідну атмосферу/ TOI-700 d відкрили на початку 2020 року за допомогою телескопа TESS. Він знаходить екзопланети методом транзитів: коли планета проходить перед своєю зорею, її світло ненадовго стає слабшим. Вимірюючи ці затемнення, астрономи можуть визначити розмір планети та її орбіту..

## Фізичні характеристики

### Маса, радіус і температура
TOI-700 d трохи більша за Землю. Її радіус на 16 % більший за земний, але маса планети значно більша — приблизно у 2,4 рази більше за масу Землі. Це означає, що планета важча, і її густина становить приблизно 8,5 г/см³. Така висока густина свідчить про те, що планета має тверду, кам'яну структуру і містить більше заліза порівняно з Землею. Це, ймовірно, сталося через великі зіткнення з іншими космічними об'єктами під час формування планети, які сприяли накопиченню металів у її складі.
Планета має рівномірну температуру — близько 268,8 K (−4,3 °C; 24,2 °F). Це значно холодніше, ніж на Землі, оскільки планета отримує менше тепла від своєї зорі. Вона отримує лише 88 % тієї кількості сонячної енергії, яку Земля отримує від Сонця. Однак якщо TOI-700 d має атмосферу, її температура може бути вищою, оскільки атмосфера може утримувати тепло, як це відбувається на Землі. Є також ймовірність, що на планеті може виникнути парниковий ефект, коли атмосфера сприяє ще більшому підвищенню температури, утримуючи тепло.

### Головна зоря
TOI-700 — це червоний карлик, тобто зоря, яка значно менша і холодніша за Сонце. Її маса становить приблизно 40 % від маси Соня, а температура — приблизно вдвічі нижча, ніж у Сонця. Хоча ця зоря досить яскрава, вона поводиться спокійно — астрономи не спостерігали на ній потужних спалахів протягом 11 місяців спостережень за допомогою космічного телескопа TESS. Також вона обертається досить повільно, що є ще одним показником її низької активності. Це важливо, оскільки багато червоних карликів мають сильні зоряні спалахи, які можуть негативно впливати на можливість існування життя на їхніх планетах. Тому система TOI-700 є цікавою для дослідників, які вивчають, чи можуть на її екзопланетах бути сприятливі умови для життя.

### Орбіта
TOI-700 d обертається навколо своєї зорі за 37,42 дня. Відстань між планетою та її зорею становить близько 0,161 астрономічної одиниці (приблизно 24,1 мільйона кілометрів або 15 мільйонів миль). Це менше ніж половина відстані від Меркурія до Сонця в нашій Сонячній системі. Планета отримує близько 88 % сонячного світла, яке Земля отримує від Сонця, що означає, що вона отримує менше тепла від своєї зорі, ніж наша планета.

## Придатність для життя

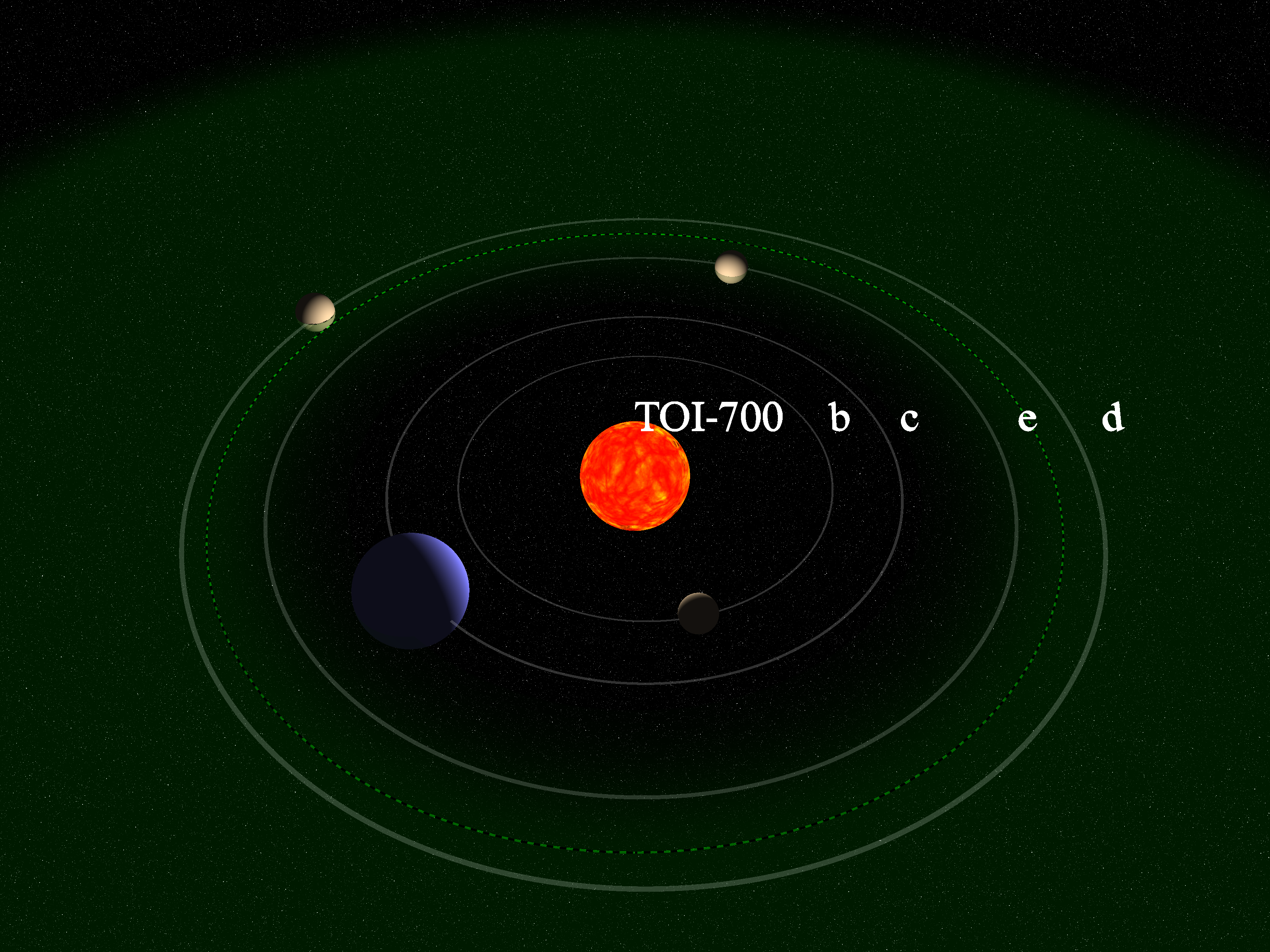
Моделювання планетної системи TOI-700 (в центрі) та її придатної для життя зони, з планетою d, що обертається по орбіті на внутрішньому краю.

TOI-700 d обертається в так званій зоні, придатній для життя, що означає, що умови на планеті можуть бути сприятливими для існування рідкої води на її поверхні. Ця зона — область, де температура не надто висока чи низька, щоб вода могла існувати в рідкому стані. Крім того, тиск сонячного вітру та інтенсивність магнітного поля на планеті очікуються схожими на земні, що підвищує ймовірність того, що планета зможе утримувати свою атмосферу. Інші спостереження показують, що планета TOI-700 c має розширену водневу/гелієву оболонку, що вказує на те, що висока енергетична емісія її зорі була недостатньою, щоб позбавити планету її атмосфери. Це означає, що для TOI-700 d, яка отримує менше половини сонячного світла від TOI-700 c, є велика ймовірність того, що вона змогла зберегти атмосферу.

## Історія та відкриття
TOI-700 d була виявлена командою астрономів на чолі з Емілі Гілберт за допомогою космічного телескопа TESS на початку січня 2020 року. Це стало важливим досягненням, оскільки TOI-700 d стала першою екзопланетою розміру Землі, виявленою в зоні населеності за допомогою цього телескопа.

Після відкриття планети, команда науковців під керівництвом Джозефа Родрігеса, астронома з Центру астрофізики Гарвардського університету, запросила додаткові спостереження за допомогою телескопа Спітцер. Метою було підтвердити відкриття TOI-700 d, Родрігес сказав:
Зважаючи на значення цього відкриття — це перша екзопланета розміру Землі в зоні, придатної для життя, виявлена за допомогою TESS — ми дійсно хотіли, щоб наше розуміння цієї системи було максимально точним.
Завдяки даним від телескопа Spitzer, команда підтвердила, що TOI-700 d дійсно є планетою, а також вдалося точніше визначити її орбітальний період (на 56 %) та розмір (на 38 %).
Майбутні місії також можуть визначити, чи має TOI-700 d атмосферу, а також вивчити її склад. Хоча точні умови на планеті поки невідомі, науковці використовують наявні дані, такі як розмір планети та тип її зорі, для створення комп'ютерних моделей. Це дозволяє прогнозувати можливі температури та тиски на поверхні планети, що є важливим для оцінки її придатності для життя.